# Andrej Makejev
Andrej Gennadevitsj Makejev (Russisch: Андрей Геннадьевич Макеев) (Petrozavodsk, 3 februari 1952 – Sint-Petersburg, 13 september 2021) was een Sovjet-Russische basketballer die uitkwam voor het nationale team van de Sovjet-Unie. Hij heeft verschillende medailles gekregen waaronder De kapitein van de sport van internationale klasse van de Sovjet-Unie in 1976. Makejev overleed op 69-jarige leeftijd.

## Carrière
Makejev speelde zijn gehele carrière bij Spartak Leningrad. Met Spartak werd hij landskampioen van de Sovjet-Unie in 1975. Spartak was op dat moment een van de sterkste teams in de Sovjet-Unie. Makejev werd ook zeven keer tweede, en twee keer derde in de competitie. Ook in Europa behaalde hij succes met twee keer winst in de Saporta Cup in 1973 en 1975. In 1978 won Makejev de USSR Cup. Makejev speelde voor het nationale team van de Sovjet-Unie. Makejev won brons op de Olympische Spelen in 1976.

## Hoofdcoach
In 2005 was Makejev hoofdcoach van het dames team Baltiejskaja Zvezda Sint-Petersburg. In 2006 stopte hij.

## Erelijst
- Landskampioen Sovjet-Unie: 1
  - Winnaar: 1975
  - Tweede: 1970, 1971, 1972, 1973, 1974, 1976, 1978
  - Derde: 1969, 1981
- Bekerwinnaar Sovjet-Unie: 1
  - Winnaar: 1978
- Saporta Cup: 2
  - Winnaar: 1973, 1975
  - Runner-up: 1971
- Olympische Spelen:
  - Brons: 1976